# Hatolyka
Hatolyka (románul: Hătuica) falu Romániában, Kovászna megyében.

## Földrajz
Kézdivásárhelytől 7 km-re délnyugatra a Feketeügy jobb partján fekszik.

## Történelem
1332-ben Hatolka néven említik először. Neve valószínűleg szláv eredetű és vizet jelent. A középkorban önálló plébániája volt.
Temploma 1650-ben épült, tornya 1668-ban készült el.
1910-ben 470 magyar lakosa volt. A trianoni békeszerződésig Háromszék vármegye Kézdi járásához tartozott.
Templomát 2016-ban felújították.

## Népesség
1992-ben 415 lakosából 412 magyar, 1 román volt.

## Látnivalók
Barokkizált 15. századi gótikus eredetű római katolikus temploma van, előtte fa harangtoronnyal.

## Személyek
- Itt született 1884-ben Mattis Teutsch János képzőművész.